# Geothelphusa fulva
Geothelphusa fulva is een krabbensoort uit de familie van de Potamidae. De wetenschappelijke naam van de soort is voor het eerst geldig gepubliceerd in 2004 door Naruse, Shokita & Shy.